# Décennie 1210 en architecture
| Années de l'architecture : 1207 - 1208 - 1209 - 1210 - 1211 - 1212 - 1213    |
| Décennies de l'architecture : 1180 - 1190 - 1200 - 1210 - 1220 - 1230 - 1240 |

Cet article présente les faits marquants de la décennie 1210 en architecture.

## Événements
- 6 mai 1210 : incendie de la cathédrale carolingienne de Reims[1].
- 3 avril 1211 : consécration de la cathédrale de Saint-Jacques-de-Compostelle[2].

## Réalisations
- 6 mai 1211 : l'archevêque de Reims Aubry de Humbert pose la première pierre de la nouvelle cathédrale de Reims. Quatre architectes se succèdent : Jean d'Orbais, Jean-le-Loup, Gaucher de Reims et Bernard de Soissons[3] (fin du gros œuvre vers 1275).
- 1211-1228 : construction de la Merveille de l'abbaye du Mont-Saint-Michel[4].

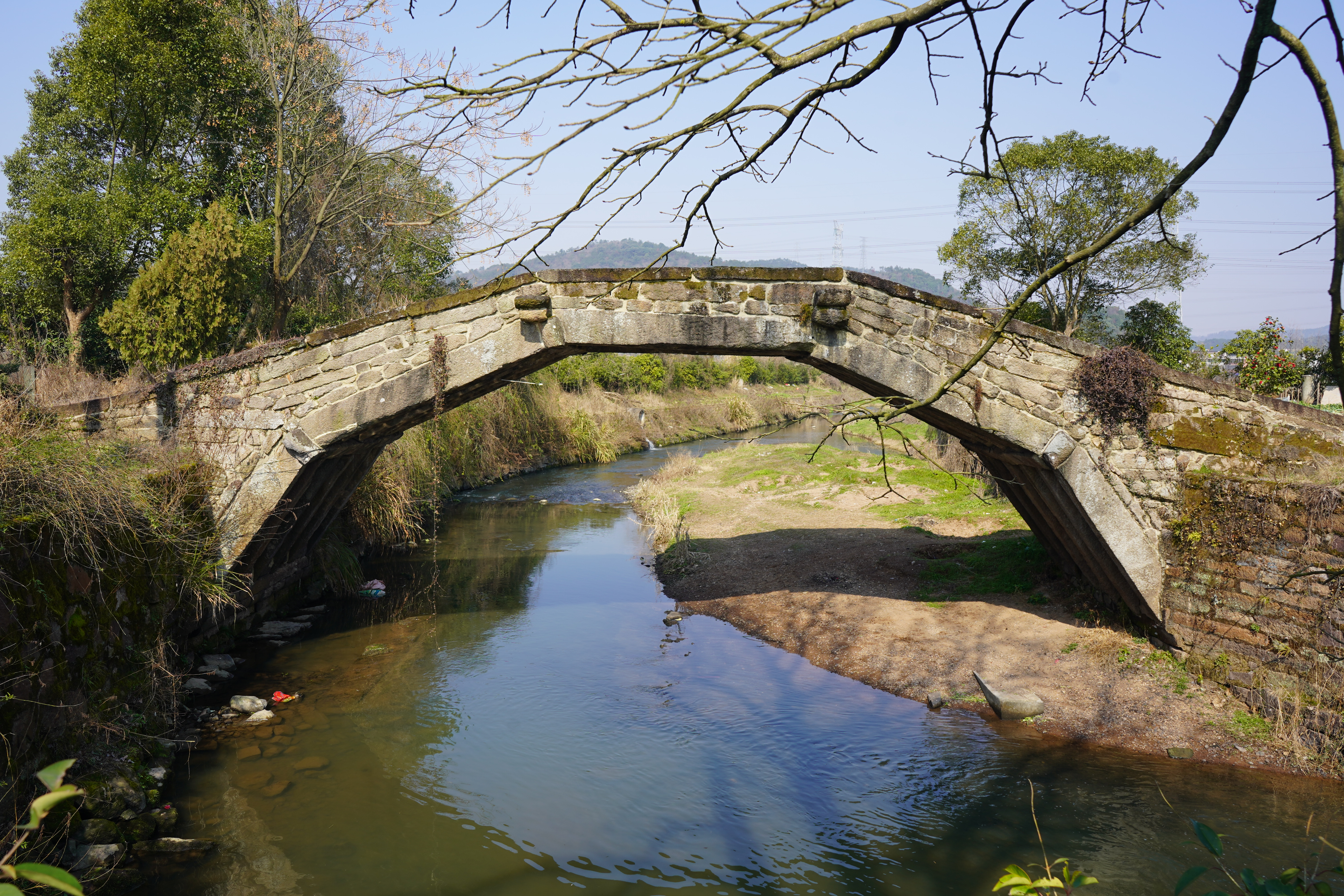
Le pont de Guyue.

- 1213 : construction du pont de Guyue (en) dans le Zhejiang, le plus ancien pont de pierre documenté conservé en Chine[5].
- 1215 : l'enceinte de Paris de Philippe Auguste est achevée[6].
- 1215-1220 : construction du temple de la Mahabodhi à Bagan, réplique du sanctuaire de Bodhgayâ[7].
- 1218 : construction du temple de Htilominlo, dernier des grands temples de Bagan, dans l'actuelle Birmanie[8].
- 1219 : les Danois construisent la forteresse de Reval en Estonie[9].